# Les Contes de Tinga Tinga
 (septembre 2012).
Si vous disposez d'ouvrages ou d'articles de référence ou si vous connaissez des sites web de qualité traitant du thème abordé ici, merci de compléter l'article en donnant les références utiles à sa vérifiabilité et en les liant à la section « Notes et références ».
Les Contes de Tinga Tinga est une série télévisée d'animation de 14 minutes. La série était diffusée sur France 5 dans l'émission Ludo Zouzous puis dans l'émission Zouzous entre le 4 janvier 2011 et le 21 décembre 2012 , puis sur Disney Junior. Elle a aussi été diffusée sur TiJi.

## Synopsis
Pourquoi l’éléphant a une trompe ? Le serpent pas de pattes ? L’hippopotame pas de poils ou encore le phacochère si laid ?
C'est dans ce sens que s'inscrit cette série d'animation pleine de couleurs et promouvant la culture africaine.
Elle explique avec humour et imagination ces particularités ou anomalies qu'ont les animaux.

## Distribution
- Cathy Cerda : Aigle / Baleine / Pic Bœuf
- Lionel Henry : Caméléon / Hyène
- Jean-Marco Montalto : Crabe / Crocodile / Paon
- Fabien Gravillon : Serpent / Chauve-souris / Lièvre
- Jessie Lambotte : Narratrice / Singe rouge

Direction artistique de Lionel Henry. 
Source : RS Doublage

## Liste des épisodes
Saison 1 :
épisode 1 : Pourquoi l'éléphant à une trompe.
épisode 2 : pourquoi le serpent n'a pas de pattes.
épisode 3 : pourquoi l'hippopotames n'a pas de poils.
épisode 4 : pourquoi la carapace de la tortue à l'air cassée.
épisode 5 : pourquoi la poule picore le sol.
épisode 6 : pourquoi la chauve souris s'accroche à l'envers.
épisode 7 : pourquoi le phacochère est si laid
épisode 8 : pourquoi la chouette tourne sa tète dans tous les sens.
épisode 9 : pourquoi les singes se balances dans les arbres.
épisode 10 : pourquoi le caracara monte sur le dos de l'hippopotame
épisode 11 : pourquoi la grenoulle coasse